# Ла-Фори
Ла-Фори́ (фр. La Faurie, окс. La Fauria) — коммуна во Франции, находится в регионе Прованс — Альпы — Лазурный Берег. Департамент коммуны — Верхние Альпы. Входит в состав кантона Аспр-сюр-Бюэш. Округ коммуны — Гап.
Код INSEE коммуны — 05055.

## Население
Население коммуны на 2008 год составляло 322 человек.
| 1962 | 1968 | 1975 | 1982 | 1990 | 1999 | 2008 |
| ---- | ---- | ---- | ---- | ---- | ---- | ---- |
| 226  | 250  | 227  | 215  | 224  | 231  | 322  |

## Экономика
В 2007 году среди 195 человек в трудоспособном возрасте (15—64 лет) 129 были экономически активными, 66 — неактивными (показатель активности — 66,2 %, в 1999 году было 59,1 %). Из 129 активных работали 112 человек (64 мужчины и 48 женщин), безработных было 17 (4 мужчины и 13 женщин). Среди 66 неактивных 13 человек были учениками или студентами, 20 — пенсионерами, 33 были неактивными по другим причинам.